# 达讷堡
达讷堡（Daneborg）是位于格陵兰东北部沃拉斯顿前陆半岛南海岸的一个站点，在扬海峡腾出至格陵兰海的入口上。达讷堡是东北格陵兰国家公园内人口最多的站点，其冬季人口可达12人。